# منتخب الدنمارك تحت 21 سنة لكرة القدم
منتخب الدنمارك تحت 21 سنة لكرة القدم يلعب منذ عام 1976 ويتم الاشراف عليه من قبل الاتحاد الدنماركي لكرة القدم. قبل عام 1976، كان الحد الأدنى للسن هو 23 عامًا.

## السجل الدولي

### بطولة أوروبا تحت 21 سنة
- 1978 – ربع النهائي
- 1980 إلى 1984 – لم يتأهل
- 1986 – ربع النهائي
- 1980 إلى 1990 – لم يتأهل
- 1992 – نصف النهائي
- 1994 إلى 2004 – لم يتأهل
- 2006 – دور المجموعات
- 2007 إلى 2009 – لم يتأهل
- 2011 – دور المجموعات
- 2013 - لم يتأهل

### الألعاب الأولمبية الصيفية
لغاية وبما في ذلك دورة الألعاب الأولمبية الصيفية 1988، كانت الألعاب الأولمبية العادية تعد كمباريات للمنتخبات الوطنية الأولى. منذ الألعاب الأولمبية الصيفية 1992 تعتبر المباريات الأولمبية كمباريات لفرق تحت 21 سنة.
- 1992 – دور المجموعات
- 1996 إلى 2012 – لم يتأهل

## وصلات خارجية
- صفحة بطولة أوروبا تحت 21 سنة
- موقع DBU تحت 21 سنة